# Leichtathletik-Weltmeisterschaften 1991/20 km Gehen der Männer

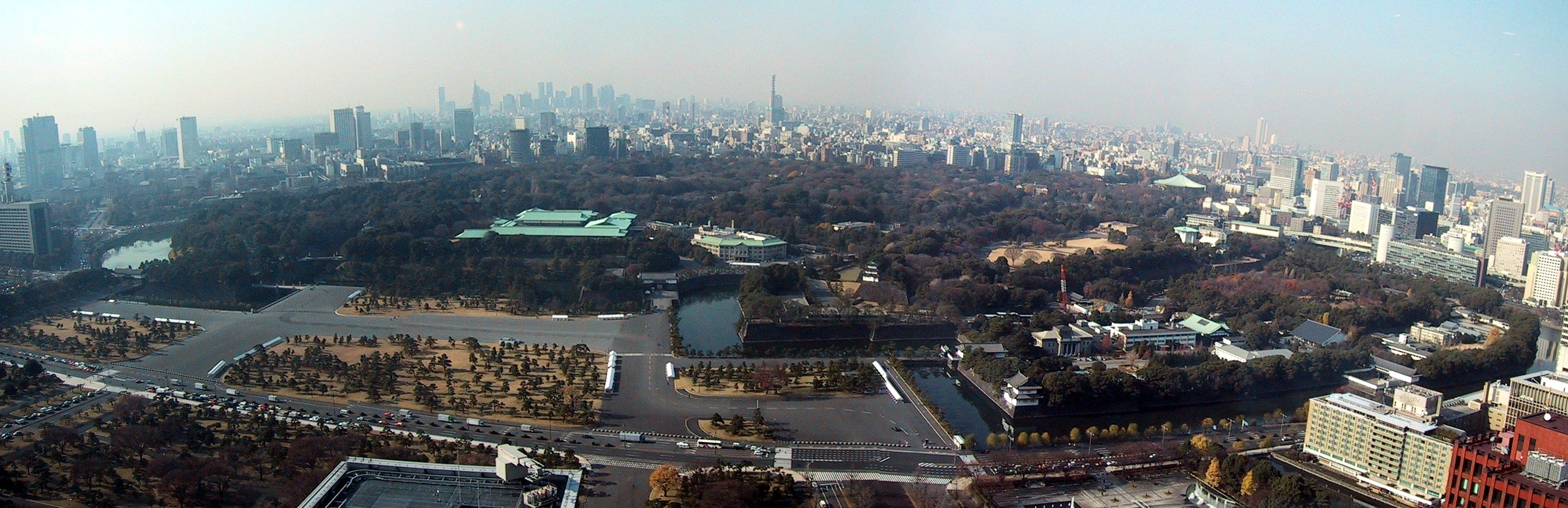
Panoramablick auf den Imperial Palace in Tokio

Das 20-km-Gehen der Männer bei den Leichtathletik-Weltmeisterschaften 1991 wurde am 24. August 1991 in den Straßen von Tokio ausgetragen.
In diesem Wettbewerb errangen die Geher aus der Sowjetunion mit Silber und Bronze zwei Medaillen. Weltmeister wurde der italienische Titelverteidiger, Olympiasieger von 1980, zweifache Olympiadritte (1984/1988) und Vizeeuropameister von 1986 Maurizio Damilano. Er gewann vor Michail Schtschennikow. Bronze ging an Jauhen Missjulja.
Die beiden führenden Geher Maurizio Damilano und Michail Schtschennikow erreichten gemeinsam das Stadion. Schtschennikow spurtete und überquerte die vermeintliche Ziellinie als Erster, musste aber feststellen, dass noch eine weitere Runde zu absolvieren war. Bei seiner Attacke hatte er allerdings so viel Kraft verloren, dass es nun zum Sieg nicht mehr reichte. Damilano gewann schließlich mit drei Sekunden Vorsprung.

## Rekorde / Bestleistungen

### Bestehende Bestmarken
| Weltbestzeit             | 1:18:13 h | Pavol Blažek      | Hildesheim, BR Deutschland | 16. September 1990 |
| Weltmeisterschaftsrekord | 1:20:45 h | Maurizio Damilano | WM 1987 in Rom, Italien    | 30. August 1987    |

Anmerkung:
Rekorde wurden damals im Marathonlauf und Straßengehen wegen der unterschiedlichen Streckenbeschaffenheiten mit Ausnahme von Meisterschaftsrekorden nicht geführt.

### Rekordverbesserungen

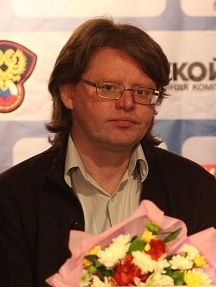
Vizeweltmeister Michail Schtschennikow (auf dem Foto im Jahr 2009)

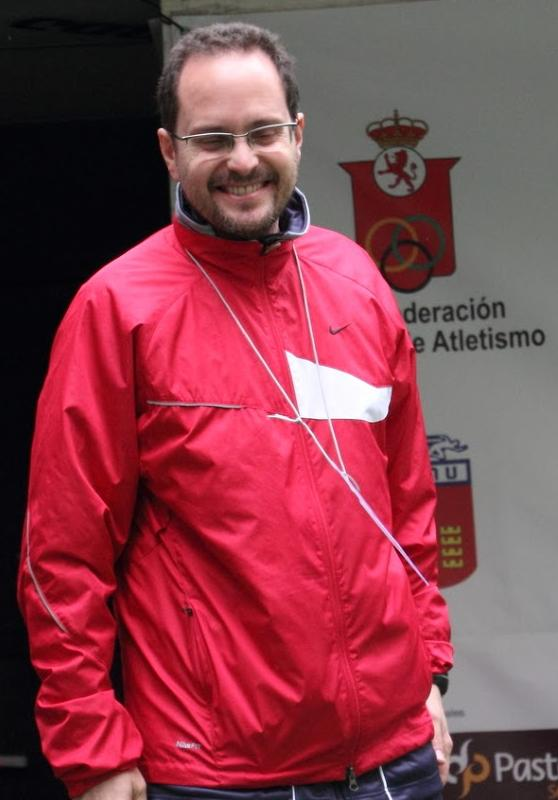
Valentí Massana belegte Rang fünf

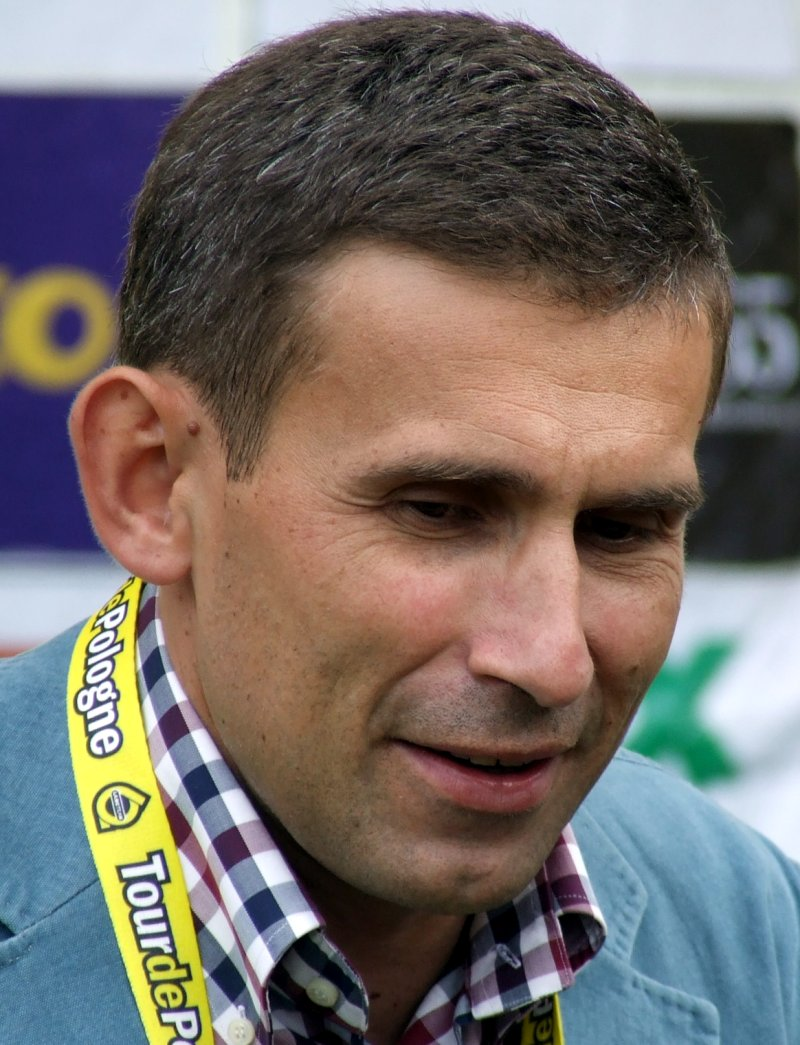
Robert Korzeniowsk, später einer der erfolgreichsten Geher überhaupt, kam auf den zehnten Platz

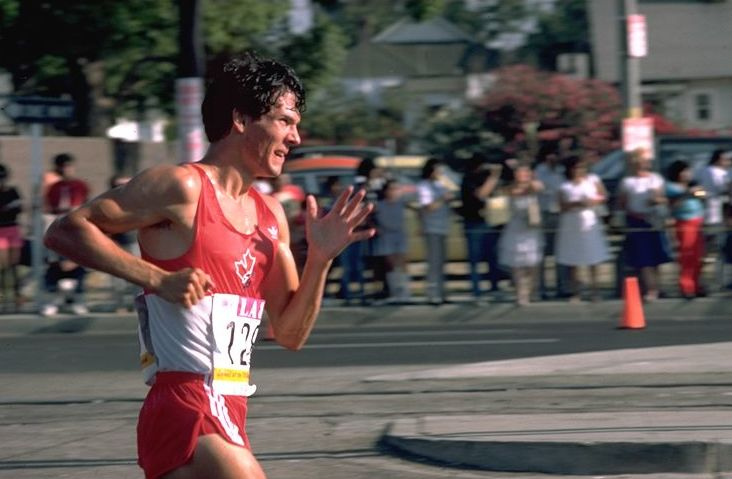
Guillaume Leblanc wurde disqualifiziert

- Der italienische Weltmeister Maurizio Damilano verbesserte im Wettkampf am 24. August seinen eigenen WM-Rekord um 1:12 Minuten auf 1:19:37 h.
- Außerdem stellte der Chinese Li Mingcai mit 1:21:15 h einen neuen Asienrekord auf.

## Durchführung
Hier gab es keine Vorrunde, alle 37 Geher traten gemeinsam zum Finale an.

## Ergebnis
24. August 1991, 8:30 Uhr
| Platz | Name                   | Nation              | Zeit (h)   |
| ----- | ---------------------- | ------------------- | ---------- |
| 1     | Maurizio Damilano      | Italien             | 1:19:37 CR |
| 2     | Michail Schtschennikow | Sowjetunion         | 1:19:46    |
| 3     | Jauhen Missjulja       | Sowjetunion         | 1:20:22    |
| 4     | Giovanni De Benedictis | Italien             | 1:20:29    |
| 5     | Valentí Massana        | Spanien             | 1:20:29    |
| 6     | Robert Ihly            | Deutschland         | 1:20:52    |
| 7     | Walter Arena           | Italien             | 1:21:01    |
| 8     | Li Mingcai             | Volksrepublik China | 1:21:15 AS |
| 9     | Thierry Toutain        | Frankreich          | 1:21:22    |
| 10    | Robert Korzeniowski    | Polen               | 1:21:32    |
| 11    | Axel Noack             | Deutschland         | 1:21:35    |
| 12    | Carlos Mercenario      | Mexiko              | 1:21:37    |
| 13    | Igor Kollár            | Tschechoslowakei    | 1:21:44    |
| 14    | Sándor Urbanik         | Ungarn              | 1:21:57    |
| 15    | Roman Mrázek           | Tschechoslowakei    | 1:22:02    |
| 16    | Ronald Weigel          | Deutschland         | 1:22:18    |
| 17    | Pavol Blažek           | Tschechoslowakei    | 1:22:34    |
| 18    | José Urbano            | Portugal            | 1:23:09    |
| 19    | Héctor Moreno          | Mexiko              | 1:23:27    |
| 20    | Nicholas A’Hern        | Australien          | 1:23:44    |
| 21    | Miguel Ángel Prieto    | Spanien             | 1:24:06    |
| 22    | Tim Berrett            | Kanada              | 1:24:10    |
| 23    | Vladimir Ostrovski     | Israel              | 1:24:35    |
| 24    | Marcelo Palma          | Brasilien           | 1:24:54    |
| 25    | Sergio Galdino         | Brasilien           | 1:25:20    |
| 26    | Artur Schumak          | Sowjetunion         | 1:25:22    |
| 27    | Ian McCombie           | Großbritannien      | 1:25:30    |
| 28    | Gyula Dudás            | Ungarn              | 1:25:52    |
| 29    | Bobby O’Leary          | Irland              | 1:29:28    |
| 30    | Stefan Johansson       | Schweden            | 1:29:47    |
| 31    | Tim Lewis              | USA                 | 1:30:55    |
| 32    | Santiago Fonseca       | Honduras            | 1:38:36    |
| DNF   | Claudio Bertolino      | Italien             |            |
| DNF   | Joel Sánchez           | Mexiko              |            |
| DSQ   | Daniel Plaza           | Spanien             |            |
| DSQ   | Hirofumi Sakai         | Japan               |            |
| DSQ   | Guillaume Leblanc      | Frankreich          |            |